# Mitopus projectus
Mitopus projectus is een hooiwagen uit de familie echte hooiwagens (Phalangiidae).